# Salto de Sete Quedas
O Salto de Sete Quedas, também chamado Sete Quedas do Rio Paraná (em castelhano:  Saltos del Guairá), foram as maiores cachoeiras do mundo em volume de água com 13,3 mil m³/segundo, sendo o dobro de volume d'água das Cataratas do Niágara, na divisa EUA/Canadá, e treze vezes mais caudalosas que as Victoria Falls na Zâmbia. Seu som poderia ser ouvido a 30 km de distância, seu canal principal possuía 4 km de comprimento e profundidades que variavam entre 140 e 170 metros. Eram constituídas por dezenove saltos, que poderiam ser agrupados em sete grupos, razão da denominação Sete Quedas. As quedas eram um sucesso turístico e Guaíra (onde as cachoeiras se localizavam em território brasileiro) chegou a ser a cidade mais visitada do Brasil, superando até mesmo o Rio de Janeiro.
Em 1966 foi decretada a submersão do Salto das Sete Quedas através da Ata do Iguaçu, onde ocorreria o seu desaparecimento com a formação do lago da Usina hidrelétrica de Itaipu. O governo havia decretado que a construção da Usina de Itaipu iria alagar as Setes Quedas, uma área em litígio entre Brasil e Paraguai devido a uma demarcação territorial sob a serra de Maracaju. No entanto resquícios delas aparecem quando o nível de água do Lago de Itaipu está baixo, normalmente quando várias tomadas de água na usina de Itaipu são utilizadas simultaneamente. Nos meses de novembro, dezembro e janeiro de 2000/2001 e de novembro e dezembro de 2012 e em janeiro de 2013 uma pequena parte de um dos saltos e grande parte das pedras apareceram no rio.
Guaira é oriundo do tupi-guarani 'Kuaira' e significa 'o intransitável, além do que não se pode passar', segundo o Vocabulário Tupi-Guarani Português, de Silveira Bueno, Professor Emérito da USP, que cita vários pesquisadores como fontes.

## Parque Nacional das Sete Quedas
O Parque Nacional das Sete Quedas foi criado no lado brasileiro do rio Paraná, em 30 de maio de 1961 pelo presidente João Goulart. A unidade de conservação compreendia uma área de 144 000 hectares e tinha como objetivo proteger os recursos hídricos, a biodiversidade local, as ilhas e o monumento natural das quedas de água. Em 4 de julho de 1981 o Parque Nacional foi extinto pelo presidente João Figueiredo, através do Decreto nº 88 071.

## Descrição
As negociações entre o Brasil e o Paraguai para a construção da Usina de Itaipu se iniciaram na década de 60. Após seis anos de negociações, em 1966 foi firmado um tratado para a construção de uma usina hidrelétrica que aproveitasse o potencial hídrico de Sete Quedas. Além do aproveitamento econômico, a construção da hidrelétrica pôs fim a um litígio fronteiriço entre Brasil e Paraguai, que tinha pretensões sobre a posição exata da fronteira. A divisão territorial se dava na 5ª Queda, na mesma posição onde ainda fica a fronteira.
Apesar do nome, eram constituídas por 19 cachoeiras principais, sendo agrupadas em sete grupos de quedas. Recordistas mundiais em volume d'água, as Sete Quedas eram o principal atrativo turístico da cidade de Guaíra, que, à época, chegou a ter 60 mil habitantes, rivalizando em importância com as cataratas de Foz do Iguaçu. (Foz do Iguaçu, antes da Usina de Itaipu, contava com aproximadamente 20 mil habitantes) À época, Guaíra era um dos destinos brasileiros mais visitados por estrangeiros. Atualmente, a população da antiga cidade real espanhola é de aproximadamente 30 mil habitantes.
Nomes de alguns Saltos: Salto Arco-Íris, Salto Barão de Mauá, Salto Benjamim Constant, Salto do Caxias, Salto Deodoro, Salto Diretor Francis, Salto Floriano, Salto General Estigaríbi, Salto do Limite, Salto Marechal Lopes, Salto Maria Barreto, Salto Osório, Salto Presidente Franco, Salto Rabisco Mendes, Salto Ruy Barbosa, Salto Saldanha Gama, Salto Saltinho, Salto do Tamandaré, e Salto Thomás Laranjeira.
Eram as únicas cachoeiras do mundo com visitação sobre a parte superior, através de pontes pênseis, uma experiência única e inexistente até hoje.

## Alagamento
Quando da construção da Usina Hidrelétrica de Itaipu (a qual, no início das sondagens sobre o potencial hidrelétrico do Rio Paraná, era referida como Usina de Sete Quedas), ocorreu uma super visitação ao Parque Nacional das Sete Quedas. Milhares de pessoas, de todas as partes do Brasil e do mundo, iam a Guaíra para presenciar os últimos dias das Sete Quedas. Devido à superlotação, em 17 de Janeiro de 1982, ocorreu a queda da ponte Presidente Roosevelt, que dava acesso ao Salto 19, tendo como consequência a morte de 32 pessoas. 6 pessoas sobreviveram, salvas por pescadores de Guaíra. A investigação apontou duas causas para o acidente: primeiro, a falta de cuidado com a manutenção das pontes, sob o pretexto de que em breve as Sete Quedas seriam inundadas; segundo, o aumento descontrolado da visitação, pois todos queriam ver os Saltos antes de seu desaparecimento para a formação do lago de Itaipu.
Às vésperas da inundação, uma grande manifestação ocorreu no parque nacional das Sete Quedas. Centenas de pessoas se reuniram e realizaram o ritual indígena Quarup, em memória das Sete Quedas.
Em 13 de outubro de 1982, o fechamento das comportas do Canal de Desvio de Itaipu começou a sepultar, com as águas barrentas do lago artificial, um dos maiores espetáculos da face da Terra: as Sete Quedas do Rio Paraná ou "Saltos del Guaíra". Durante a inundação, os moradores de Guaíra iam até a beira do rio para se despedirem das Sete Quedas. 
A inundação das Sete Quedas durou apenas 14 dias, pois ocorreu em uma época de cheia do rio Paraná, e todas as usinas hidrelétricas acima de Itaipu abriram suas comportas, contribuindo com o rápido enchimento do lago. O alagamento das Sete Quedas ocorreu somente nos dois últimos dias do alagamento total, ou seja, no décimo segundo dia de alagamento. 
Portanto, em 27 de outubro de 1982, 14 dias após o início do enchimento do Lago de Itaipu, o lago estava formado e as quedas, submersas. Nos dias seguintes ao alagamento, apenas as copas das árvores ficavam acima do nível do rio. 
De acordo com levantamentos altimétricos a primeira ponte - a do Saltinho - ficava a 204 metros acima do nível do mar, o que significa que o lago formado pela represa de Itaipu, ao atingir sua cota que é de 220 metros acima do nível do mar, deixou esta ponte sob 16 metros abaixo da lâmina de água.
Posteriormente, a parte do afloramento rochoso, próximo a ponte Ayrton Senna, foi dinamitado para melhorar as condições de segurança da navegação.
Em 1982, às vésperas dos 80 anos, o poeta Carlos Drummond de Andrade expressou sua inconformidade com a destruição do Salto de Sete Quedas, um patrimônio natural do Brasil e da humanidade. 
Na edição de 9 de setembro, quando afinal se anunciava o fechamento das comportas para a criação do lago da hidrelétrica de Itaipu, Drummond publicou este poema no Jornal do Brasil. Em letras grandes, os versos ocuparam uma página inteira, a capa do Caderno B:
| “ | Sete quedas por mim passaram, e todas sete se esvaíram. Cessa o estrondo das cachoeiras, e com ele a memória dos índios, pulverizada, já não desperta o mínimo arrepio. Aos mortos espanhóis, aos mortos bandeirantes, aos apagados fogos de Ciudad Real de Guaira vão juntar-se os sete fantasmas das águas assassinadas por mão do homem, dono do planeta. Aqui outrora retumbaram vozes da natureza imaginosa, fértil em teatrais encenações de sonhos aos homens ofertadas sem contrato. Uma beleza-em-si, fantástico desenho corporizado em cachões e bulcões de aéreo contorno mostrava-se, despia-se, doava-se em livre coito à humana vista extasiada. Toda a arquitetura, toda a engenharia de remotos egípcios e assírios em vão ousaria criar tal monumento. E desfaz-se por ingrata intervenção de tecnocratas. Aqui sete visões, sete esculturas de líquido perfil dissolvem-se entre cálculos computadorizados de um país que vai deixando de ser humano para tornar-se empresa gélida, mais nada. Faz-se do movimento uma represa, da agitação faz-se um silêncio empresarial, de hidrelétrico projeto. Vamos oferecer todo o conforto que luz e força tarifadas geram à custa de outro bem que não tem preço nem resgate, empobrecendo a vida na feroz ilusão de enriquecê-la. Sete boiadas de água, sete touros brancos, de bilhões de touros brancos integrados, afundam-se em lagoa, e no vazio que forma alguma ocupará, que resta senão da natureza a dor sem gesto, a calada censura e a maldição que o tempo irá trazendo? Vinde povos estranhos, vinde irmãos brasileiros de todos os semblantes, vinde ver e guardar não mais a obra de arte natural hoje cartão-postal a cores, melancólico, mas seu espectro ainda rorejante de irisadas pérolas de espuma e raiva, passando, circunvoando, entre pontes pênseis destruídas e o inútil pranto das coisas, sem acordar nenhum remorso, nenhuma culpa ardente e confessada. (“Assumimos a responsabilidade! Estamos construindo o Brasil grande!”) E patati patati patatá... Sete quedas por nós passaram, e não soubemos, ah, não soubemos amá-las, e todas sete foram mortas, e todas sete somem no ar, sete fantasmas, sete crimes dos vivos golpeando a vida que nunca mais renascerá. | ” |

## Cronologia
- 1979 - Em 29 de outubro o Governo Federal outorgou à Eletrosul, conforme decreto nº 84.126, a concessão para exploração do aproveitamento hidráulica em trecho do Rio Paraná, situado entre a foz do rio Paranapanema, nos estados de Mato Grosso do Sul e São Paulo, e as Sete Quedas.
- 1982 - Em 14 de outubro ocorre o fechamento das comportas de Itaipu.
- 1982 - Em 27 de outubro as Sete Quedas de Guaíra já não estavam mais expostas.
- 1984 - Em 5 de maio iniciaram as operações de Itaipu.